# ویدار (شخصیت کمیک)
	ویدار		یک شخصیت تخیلی و 	 ابرتبهکار 	در کتاب‌های کامیک منتشر شده از مارول کامیکس می باشد.	 او توسط 	آلان زلنتز	و	باب بادیانسکی	برای اولین بار در 	ثور سالانه شماره ١٢ام (١٩٨٤)	خلق شد.	این شخصیت از ویدار در اساطیر اسکاندیناوی الهام گرفته شده است.